# Хосе Феррер
Хосе Феррер (ісп. José Ferrer, або José Vicente Ferrer de Otero y Cintrón; 8 січня 1912, округ Сан-Хуан, Пуерто-Рико — 26 січня 1992, Корал-Гейблз, США) — американський актор з Пуерто-Рико, режисер.
Став першим латиноамериканським актором, який отримав премію «Оскар».

## Фільмографія
1. 1952: Мулен Руж / Moulin Rouge — Анрі де Тулуз-Лотрек
2. 1954: Заколот на «Кейні» / The Caine Mutiny — лейтенант Барні Грінвулд
3. 1954: Глибоко в моєму серці / Deep in My Heart — Зігмунд Ромберг
4. 1962: Лоуренс Аравійський / Lawrence of Arabia — турецький бей
5. 1964: Сірано і д'Артаньян / Cyrano et d'Artagnan — Сірано де Бержерак
6. 1965: Найвеличніша історія з коли-небудь розказаних / The Greatest Story Ever Told — Ірод Антипа
7. 1965: Корабель дурнів / Ship of Fools — Зігфрід Рібер
8. 1976: Подорож проклятих / Voyage of the Damned — Мануель Бенітес
9. 1977: Аварія! / Crash! — Марк Денне
10. 1977: Приватні файли Джона Едгара Гувера / The Private Files of J. Edgar Hoover — Лайонел МакКой
11. 1980: Бійка в Бетл-Крік / Battle Creek Brawl — Містер Доменічі
12. 1981: Кривавий день народження / Bloody Birthday — доктор
13. 1982: Сексуальна комедія в літню ніч / A Midsummer Night's Sex Comedy — Леопольд
14. 1982: Кривавий приплив / Blood Tide — Нерей
15. 1983: Бути чи не бути / To Be or Not to Be — професор Сілетський
16. 1984: Дюна / Dune — падишах імператор Шаддам IV